# Excretie

Respiratoire excretie

Excretie of uitscheiding is het proces, waarbij een organisme afvalstoffen en overtollige stoffen uit het bloed of uit lichaamsvloeistof aan de omgeving kwijtraakt, ten behoeve van de handhaving van het fysiologisch evenwicht van het organisme. Een aantal processen in de stofwisseling produceert nutteloze tot schadelijke bijproducten, die uitgescheiden moeten worden omdat anders het organisme ontregeld of vergiftigd raakt.

## Excretie bij zoogdieren
Onder excretie bij zoogdieren worden de volgende processen geschaard:
- perspiratoir: door de zweetklieren wordt water en zout uitgescheiden via de huidporiën
- respiratoir: door de longen wordt koolstofdioxide (afkomstig van de verbranding van glucose) en water via de luchtpijp en mond uitgescheiden.
- renaal: door de nieren worden ureum en ammonium - reststoffen van de eiwitstofwisseling in met name de lever -, water en minerale zouten uitgescheiden en via achtereenvolgens de urineleider, de blaas en de urinebuis naar buiten geleid.
- hepatisch: door de lever wordt bilirubine afkomstig van de afbraak van hemoglobine (in de rode bloedcellen) uitgescheiden naar gal en uiteindelijk naar de darm.

## Ontlasting is geen excretie
Sommige zaken die meestal als excretoir worden aangemerkt zijn dat niet:
- fecaal: de dikke darm werpt via de anus ontlasting uit als afvalproduct van de spijsvertering. Uitwerpen (of egestie) is het tegenovergestelde van innemen (ingestie) en valt niet onder excretie aangezien de uitgeworpen stoffen nooit in het lichaam zijn opgenomen (behalve de gal), maar tijdens de spijsvertering (digestie) slechts door het darmkanaal zijn gepasseerd. Deze fecale substantie is geen afvalproduct van het metabolisme, maar een restproduct van de vertering. Egestie is dus niet hetzelfde als uitscheiding/excretie.